# Xestoleberis suetsumuhana
Xestoleberis suetsumuhana is een mosselkreeftjessoort uit de familie van de Xestoleberididae. De wetenschappelijke naam van de soort is voor het eerst geldig gepubliceerd in 1982 door Yajima.